# Xalatala
Xalatala è un comune dell'Azerbaigian situato nel distretto di Balakən. Conta una popolazione di 2 731 abitanti.